# Жиляев, Евгений Анатольевич
Жиляев Евгений Анатольевич (род. 13 июля 1973 г.) — казахстанский ватерполист, Мастер спорта Республики Казахстан международного класса.

## Биография
Выступал как защитник в клубах «Астана», «Динамо» (Москва), «Штурма-2002» и в сборной Казахстана. Работал старшим тренером клуба «Динамо» (Москва). С 2021 года входит в тренерский штаб мужской сборной России.

### Достижения
Клубная карьера
- пятикратный чемпион России в составе команд «Динамо» (Москва) 2002 г. и «Штурм-2002» 2005, 2006, 2008, 2009 гг.
- серебряный призёр чемпионата России 2007 г. «Штурм-2002»
- бронзовый призёр чемпионата России 2003 г. «Динамо» (Москва)
- двукратный обладатель кубка России 2007 и 2009 гг. в составе команды «Штурм-2002»
- победитель кубка «Len Trophy» 2008г в составе команды «Штурм-2002»

Карьера в сборной
- Чемпион Азиатских игр (4) — 1994, 1998, 2002, 2010
- Чемпион Азии (4) — 1995, 2000, 2004, 2012
- Участник чемпионата мира (4) — 1994, 1998, 2001, 2011. Лучший результат — 11 место.
- Участник Олимпийских игр (3) — 2000, 2004, 2012. Лучший результат — 9 место.